# Den Jyske Skovhave

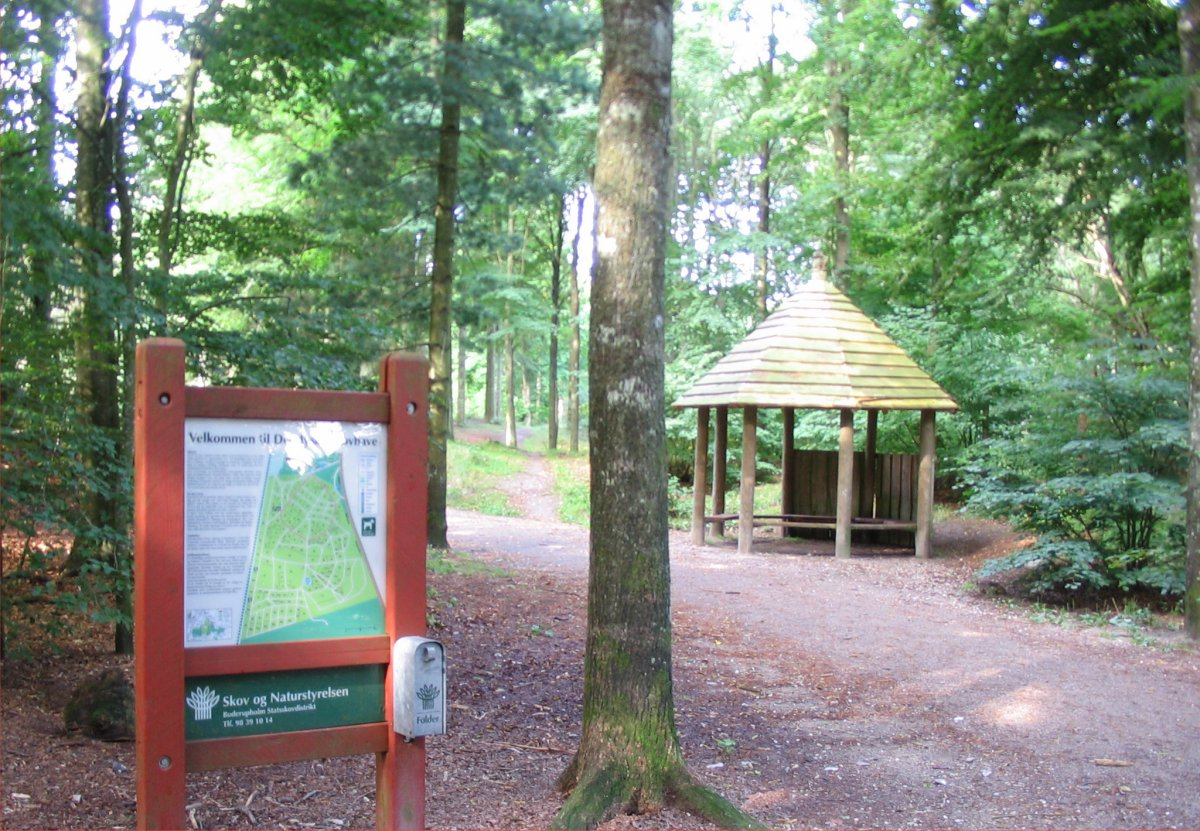
Huvudentrén till Den Jyske Skovhave.

Den Jyske Skovhave är ett arboretum i skogen Rold Skov på norra Jylland, vid Møldrupvej 22 (Naturskolen) omkring 3 kilometer söder om Skørping. I hjärtat av den 8 000 hektar stora Rold Skov har det från 1890 och fram till i dag planterats över 150 olika träd och buskar från stora delar av norra halvklotet.
Det är således möjligt att göra en botanisk "rundresa" över stora delar av världens norra halvklot, där några få steg kan föra besökaren från Nordamerika till Serbien eller Japan. Den Jyske Skovhave besöks därför av många skogs- och naturintresserade, och arboretumet är en sevärdhet året runt.
Översiktskarta och rundtursfolder finns vid huvudentrén. Vid de olika enskilda delarna av arboretumet finns informationsskyltar som visar trädens ålder, geografiska ursprung, biologi och eventuella användningsområden.